# Gran Premio Nobili Rubinetterie 2000
Il Gran Premio Nobili Rubinetterie 2000, terza edizione della corsa, si svolse il 9 settembre 2000 su un percorso di 85,5 km. La vittoria fu appannaggio dell'italiano Stefano Garzelli, che completò il percorso in 2h02'15", precedendo gli italiani Alberto Elli e Ivan Basso.

## Ordine d'arrivo (Top 10)
| Pos. | Corridore            | Squadra                     | Tempo    |
| ---- | -------------------- | --------------------------- | -------- |
| 1    | Stefano Garzelli     | Mercatone Uno-Albacom       | 2h02'15" |
| 2    | Alberto Elli         | Team Deutsche Telekom       | s.t.     |
| 3    | Ivan Basso           | Amica Chips-Tacconi Sport   | s.t.     |
| 4    | Maurizio De Pasquale | Linda McCartney Racing Team | a 5''    |
| 5    | Mauro Gerosa         | Amica Chips-Tacconi Sport   | s.t.     |
| 6    | Giuseppe Bracci      | KRKA-Telekom Slovenije      | s.t.     |
| 7    | Ruslan Ivanov        | Amica Chips-Tacconi Sport   | s.t.     |
| 8    | Daniele Righi        | Alexia Alluminio            | s.t.     |
| 9    | Nicola Chesini       | Mapei-Quickstep             | s.t.     |
| 10   | Filippo Pozzato      | Mapei-Quickstep             | s.t.     |